# Bogárdi János
Bogárdi János (Torontáltorda, 1909. június 11. – Budapest, 1998. november 18.) Széchenyi-díjas magyar vízépítő mérnök, hidrológus, egyetemi tanár, a műszaki tudományok doktora, a Magyar Tudományos Akadémia rendes tagja. Hidrológiai–hidraulikai munkássága középpontjában a folyami hordalékmozgás törvényszerűségeinek vizsgálata, dinamikai jellemzőinek és mennyiségi mutatóinak méréselmélete állt. Ötven éven keresztül (1945–1995) volt az Országos Vízjelző Szolgálat vezetője.

## Életútja
Szülei Bogner János és Schiller Etel voltak. Középiskolai tanulmányait Nagybecskereken fejezte be 1927-ben, majd a Magyar Királyi József Műegyetemen szerzett építőmérnöki oklevelet 1931-ben. 1931–1933-ban különböző mérnöki magáncégek alkalmazásában állt. 1933-ban a folyammérnöki hivatalnál helyezkedett el, s előbb a nyíregyházi, majd 1935-től 1940-ig a győri kirendeltség mérnöke volt. Időközben 1937–1938-ban amerikai ösztöndíjjal az Iowai Egyetemen tanult tovább, s ennek befejeztével megszerezte a mesterfokozatot. 1941-től 1945-ig a Földművelésügyi Minisztérium alá tartozó Vízrajzi Intézet főmérnöke volt. Mérnöki munkájával párhuzamosan sok energiát fordított az önképzésre: 1937-ben vette át jogászi végbizonyítványát a Kecskeméti Református Teológián és Jogakadémián, 1939-ben gazdaoklevelet szerzett a Magyaróvári Királyi Gazdasági Akadémián, műszaki doktori értekezését pedig 1942-ben védte meg a József Nádor Műszaki és Gazdaságtudományi Egyetemen.
1945-ben kinevezték a Vízrajzi Intézet – 1952 utáni nevén Országos Vízjelző Szolgálat – vezetőjévé, s egészen 1995-ig irányította az itt folyó munkát. Ezzel párhuzamosan 1945-től a fővárosi műegyetemen óraadó, majd helyettes tanárként, 1947-től 1949-ig magántanárként oktatott. 1952 és 1962 között a Vízgazdálkodási Tudományos Kutató Intézet kísérleti osztályát vezette, 1955-től egyidejűleg a hidraulikai laboratóriumban folyó munkát is irányította. 1962-ben az Építőipari és Közlekedési Műszaki Egyetem, majd az 1967-es műegyetemi integrációt követően 1979 decemberi nyugdíjazásáig a Budapesti Műszaki Egyetem I. számú vízépítési tanszékének egyetemi tanára, 1980-tól a tanszék tudományos tanácsadója volt. Pályája során több külföldi egyetemen megfordult vendégprofesszorként: 1964–1965-ben az egyesült államokbeli Iowai, Utahi és Coloradói Egyetemeken, 1966 és 1978 között évenkénti rendszerességgel a Padovai Egyetemen volt vendégprofesszor, emellett előadott a belgrádi (1967, 1970), a bécsi (1968, 1972, 1975), a grazi (1970) és a karlsruhei (1974) műszaki egyetemeken is. Az Élelmezésügyi és Mezőgazdasági Világszervezet (FAO) szakértőjeként több ízben járt külföldi tanulmányúton (Belgrád, Róma stb.).
Felesége Perl Magda volt. 1941-ben kötött házasságukból három gyermek született: János – Jonos J. Bogardi néven németországi vízgazdálkodási mérnök, a karlsruhei egyetem professzora –, Magda és Mária.

## Munkássága
Magáncégek és folyammérnöki hivatalok mérnökeként az 1930-as években elsősorban gyakorlati, mérnöki tevékenysége volt jelentős. 1931-ben a nicki Rába-duzzasztómű építésénél, 1932-től a Hanság-főcsatorna kotrási munkálatainál dolgozott. 1933 után a Tisza szabályozásának kérdéseivel, árvíz- és belvízvédelmi, kisvíz-szabályozási feladatokkal foglalkozott. 1940–1941-ben építésvezetőként közreműködött a dunai árvíz elleni védekezés munkálataiban, s elkészítette a Budapest–Paks közötti folyószakasz általános szabályozási tervét. A Vízrajzi Intézet, majd az Országos Vízjelző Szolgálat főmérnökeként, illetve vezetőjeként tevékenységének hangsúlyos része a szervezési feladatok (vízállásjelentés és -előrejelzés, árvízmentesítés, jégtelenítés stb.) mellett az elméleti hidrológiai, hidraulikai és hidrometriai kutatás lett.
Már az 1930-as évek közepétől foglalkoztatta a folyami hordalékmozgás kérdéskörének számos vonatkozása, s ez irányú kutatásai végigkísérték egész pályáját. Az Iowai Egyetemre 1938-ban A folyóvíz által szállított kavicsok címmel nyújtotta be értekezését. Pályája későbbi szakaszában a Tisza tiszalöki folyószakaszán tanulmányozta a lebegtetett hordalékok mozgásának sajátosságait, s modellkísérletek segítségével kidolgozta a hordalékszállítás mennyiségi változásának, a meder állandóságának számítására alkalmas mérlegegyenleteket, továbbfejlesztette a hidromechanikai modell- vagy kismintakísérletek elméleti alapjait. Tanulmányozta a folyami roncsok (pl. a felrobbantott budapesti Duna-hidak) vízduzzasztó hatását, a folyami víztározók feliszapolódási folyamatait. Nevéhez fűződik a magyarországi folyóvizek hordalékszállítását mérő országos törzshálózat megszervezése.
Emellett behatóan tanulmányozta a belvízrendezéshez elengedhetetlen lefolyási tényezőket, a levezetendő vízmennyiség függvényében kidolgozta a fajlagos vízhozam korrelációszámítási eljárását, amely a felszíni vízelvezető csatornák tervezése és telepítése során alkalmazható. A talajvíz változásának, dinamikájának törvényszerűségeit vizsgálva egyebek mellett felismerte a meteorológiai tényezők és a talajvíztükör összefüggéseit. 
Szakkönyvei mellett jelentős tevékenységet fejtett ki az egyetemi jegyzet- és tankönyvírás, valamint a tudománynépszerűsítés területén (hidraulika, hidromechanika, vízgazdálkodás stb.). 1947-től 1955-ig a Magyar Vízrajzi Intézet Tanulmányai című kiadványsorozat szerkesztője volt.

### Szervezeti tagságai és elismerései
1962-ben a Magyar Tudományos Akadémia levelező, 1973-ban rendes tagjává választották, 1965-től 1978-ig a vízgazdálkodási bizottság, 1973-tól 1980-ig a mérnöki, építészeti és közlekedéstudományi szakcsoport munkáját elnökölte. 1977-ben a Magyar Hidrológiai Társaság tiszteleti tagjainak sorába választották.
1958-tól 1965-ig a Meteorológiai Világszervezet (WMO) európai hidrometeorológiai bizottságának elnöke, a Nemzetközi Öntözési és Belvíz-mentesítési Bizottságnak (ICID) 1967-től 1976-ig alelnöke, 1976 után díszelnöke volt, 1965 és 1969 között a szervezet magyar nemzeti bizottságát is ő vezette. 1971-től 1977-ig a Nemzetközi Hidraulikai Kutatási Egyesület (IAHR) vezetőségi tagja, 1973-tól 1977-ig alelnöke volt, 1978-ban pedig az egyesület tiszteleti tagjává választották. Emellett tagja volt az Amerikai Vízgazdálkodási Társaságnak (AWRA, 1965), levelező tagja az Osztrák Vízgazdálkodási Szövetségnek (1971), tiszteleti tagja a Padovai Galilei Tudományos, Irodalmi és Művészeti Akadémiának (1977).
1968-ban megkapta a Német Vízgazdálkodási és Vízerőszövetség Gottlieb Hagen-emlékérmét, 1978-ban az ICID Nagy Emlékplakettjét, 1979-ben pedig a Munka Érdemrend arany fokozatát. 1975-ben a Bécsi Műszaki Egyetem díszdoktorává avatták. A folyami hidraulika és a vízmérnöki tudományok terén kifejtett életművéért 1993-ban Széchenyi-díjat kapott.

### Főbb művei
- Hordalékmozgás folyókban. Budapest: Mérnöki Továbbképző Intézet. 1943.
- Hordalékmozgás a folyószabályozásban. Budapest: Egyetemi ny. 1943.
- A lefolyási tényező és a levezetendő belvízmennyiség. Budapest: Vízrajzi Intézet. 1947.
- Korrelációszámítás és alkalmazása a hidrológiában. Budapest: Akadémiai. 1952.
- A korreláció-vizsgálat alkalmazása az előrejelzésben. Budapest: Mérnöki Továbbképző Intézet. 1954.
- A korrelációszámítás szerepe a hidrológiában. Budapest: Mérnöki Továbbképző Intézet. 1955.
- A hordalék szerepe a folyószabályozásban. Budapest: Mérnöki Továbbképző Intézet. 1955.
- A hordalékmozgás elmélete. Budapest: Akadémiai. 1955.
- Alkalmazott hidrológia: Hidrológiai mennyiségek közötti kapcsolatok meghatározása. Budapest: Tankönyvkiadó. 1962.
- Kevés víz, víz, sok víz. Budapest: Akadémiai. 1967.  = Korunk Tudománya,
- Válogatott fejezetek a hidraulikából és a hidrológiából. Budapest: Tankönyvkiadó. 1970.   (Kozák Miklóssal)
- Vízfolyások hordalékszállítása. Budapest: Akadémiai. 1971.
- Vízfolyások hidraulikája. Budapest: Tankönyvkiadó. 1972.
- Hidromechanika. Budapest: Tankönyvkiadó. 1972.
- Sediment transport in alluvial streams. Budapest: Akadémiai. 1974.
- Környezetvédelem – vízgazdálkodás. Budapest: Akadémiai. 1975.  = Korunk Tudománya,
- Hidraulika I–II. Budapest: Tankönyvkiadó. 1976.   (Kozák Miklóssal)
- Öntözési és vízrendezési értelmező szótár. Szerk. Bogárdi János, Petrasovits Imre. Budapest: Akadémiai. 1980.
- Kutatási jelentések a vízgazdálkodásban: A kutatástervezés és -szervezés főbb kérdései. Budapest: Akadémiai. 1980.